# Abu Qir Fertilizers and Chemicals Industries Company
Abu Qir Fertilizers and Chemicals Industries Company S.A.E. ist ein ägyptisches Unternehmen mit Sitz in Abukir. Es ist ein ehemals vollständig staatliches Unternehmen, das zu den größten Herstellern von Stickstoffdüngern in Ägypten und dem Nahen Osten gehört. Es produziert etwa 50 % der ägyptischen Stickstoffdünger. Das Unternehmen bietet Stickstoffdünger (Harnstoff, Ammoniumnitrat, Ammoniumsulfat usw.), Stickstofflösungen (Flüssigdünger auf Harnstoff- und Ammoniumnitratbasis) und Mischdünger (Stickstoff-, Phosphat- und Kalidünger) an.
Es besitzt vier Anlagen, die Flüssigdünger, Ammoniak, Harnstoff und Ammoniumnitrat herstellen (Abu Qir I, Abu Qir II, Abu Qir III, Ammonia). Sie befinden sich in der Bucht von Abu Qir, 20 Kilometer östlich von Alexandria.
Im Jahr 2024 wurde das Unternehmen auf Platz 9 der Forbes-Liste der 50 wertvollsten Unternehmen in Ägypten geführt.
Es ist Mitglied im EGX 30 Index an der Egyptian Exchange. Die größten Aktionäre sind der Staat Ägypten (24,58 %), die Alpha Oryx Ltd. (21,52 %) und der Staat Saudi-Arabien (20,4 %).